# 숀 벤슨

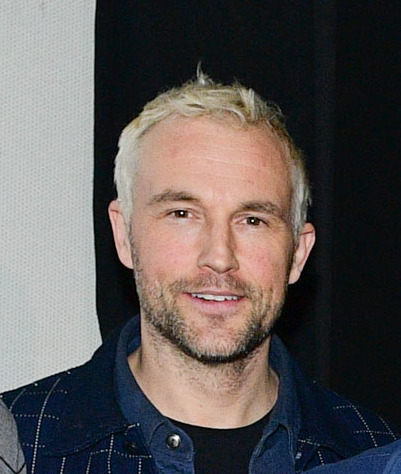

숀 벤슨(Shaun Benson, 1976년 1월 16일 ~ )은 캐나다의 배우, 텔레비전 배우이다.
궬프에서 태어났다.

## 방송
- 채널 제로

## 영화
- 코드 8 (2019년) - 딕슨 역
- ARQ (2016년)
- 엣지 오브 윈터 (2016년)
- 켑트 우먼 (2015년)
- 플라이트 오브 더 버터플라이즈 (2012년)
- 사랑은 타이핑 중! (2012년) - 밥 테일러 역
- 토네이도 밸리 (2009년) - 바비 역
- 더 메트로섹슈얼 (2007년) - 에릭 역
- 저스트 코즈 (2001년)